# Sangarotherium aquilonium
Sangarotherium aquilonium — викопний вид примітивних ссавцеподібних ряду докодонтів (Docodonta), що існував у ранній крейді (125 млн років тому).

## Скам'янілості
Описаний з решток нижньої щелепи та зубів, що знайдені у відкладеннях Батилихської формації в Якутії, Росія.

## Назва
Родов назва Sangarotherium походить від сангарських відкладень — геологічного шару, в якому знайдені рештки тварини. Видова назва aquilonium перекладається з латини як «північний» .

## Оригінальна публікація
- A. Averianov, T. Martin, A. Lopatin, P. Skutschas, R. Schellhorn, P. Kolosov, and D. Vitenko. 2018. A high-latitude fauna of mid-Mesozoic mammals from Yakutia, Russia. PLoS ONE 13(7): e0199983:1-17